# Uttleya ahiparana
Uttleya ahiparana är en snäckart som först beskrevs av Powell 1927.  Uttleya ahiparana ingår i släktet Uttleya och familjen purpursnäckor. Inga underarter finns listade i Catalogue of Life.